# 路易吉·科莫
路易吉·科莫（義大利語：Luigi Cuomo，1901年2月18日—1993年），意大利击剑运动员。他曾代表意大利参加1924年夏季奥林匹克运动会击剑比赛，结果获得男子团体花剑第四名。